# Марко Райх
Марко Райх (на немски: Marco Reich, роден на 30 декември 1977 в Майзенхайм) е германски футболист.

## Кариера

### Клубни отбори
През 1996 г. Марко Райх дебютира за първия отбор на Кайзерслаутерн, с който отпразнува завръщането на клуба в Първа Бундеслига още през същия сезон. През следващаа година младото крило се превръща във важен играч за „лаутерите“ и изиграва 31 срещи в германската първа дивизия и така помага за изненадващата шампионска титла на Кайзерслаутерн. Райх играе до 2001 г. за отбора от Пфалц и след това преминава в Кьолн за сумата от 6 милиона германски марки. В катедралния град футболистът изживява тежък период и не успява да повтори добрите си игри. На следващата година е препродаден на Вердер Бремен за неколкократно по-ниска трансферна сума. Със зеления екип Райх изиграва едва 17 мача за 2 години, а договорът му не се подновява. Общо в Първа Бундеслига играчът записва 143 срещи, като отбелязва 8 гола.
Следващата спирка в кариерата на Марко Райх е Англия. Там той играе за Дарби Каунти, а по-късно отива в Кристъл Палас, играещ тогава във втородивизионния Чемпиъншип. През януари 2007 г. Райх се завръща в Германия в редиците на клуба от Втора Бундеслига Кикерс Офенбах. Първоначално играе добре, но след това формата му спада и треньорското ръководство го изважда от първия отбор. През ноември 2007 г. е върнат в представителния отбор на хесенския клуб.
През месец август 2008 г. играчът обявява, че отново отива в Англия, този път в състава на третодивизионния Уолсол за сезон 2008/09. След края на сезона Райх е трансфериран в полския Ягельоня Бялисток, където играе.

### Национален отбор
При ръководството на Ерих Рибек Марко Райх получава повиквателна за националния отбор на Германия през 1999 г. и изиграва първата и единствената си среща с националната фланелка при равенството 3:3 в контролната среща с Колумбия в Маями. В края на ХХ век Марко Райх, заедно със съотборника си от Кайзерслаутерн Михаел Балак, е бил считан за един от най-големите футболни таланти на Германия за времето си. След Световното първенство във Франция през 1998 и Европеското първенство през 2000 г. германският футбол е в криза. Така или иначе Марко Райх не оправдава големите надежди за разлика от Балак.

## Статистика
- Първа Бундеслига
  - 102 мача (8 гола) за Кайзерслаутерн
  - 24 мача за Кьолн
  - 17 мача за Вердер Бремен

- Втора Бундеслига
  - 15 мача (1 гол) за Кайзерслаутерн
  - 17 маза за Кикерс Офенбах

## Успехи
- 1996 Победител в турнира за Купата на Германия
- 1998 Шампион на Германия с Кайзерслаутерн
- 2004 Шампион на Германия с Вердер Бремен
- 2010 Кубок Польши по футболу

## Цитат
"Аз съм може би единственият, който се радва на въвеждането на еврото: сега вече не съм грешната покупка за 6 милиона, а грешната покупка за 3 милиона" – след въвеждането на единната европейска валута през 2002 г.